# Bruce Halford
Bruce Halford (n. 18 mai 1931, Hampton in Arden⁠(d), Solihull⁠(d), Anglia, Regatul Unit – d. 2 decembrie 2001, Devon, Anglia, Regatul Unit) a fost un pilot de Formula 1. De-a lungul carierei a luat startul în 8 curse, niciuna din pole-position. Nu a câștigat nicio cursă și nu a terminat niciodată pe podium, acumulând 0 puncte în întreaga activitate ca pilot de Formula 1.